# Ізюмов Анатолій Федорович
Анатолій Федорович Ізюмов (нар. 28 квітня 1928, село Верхній Карабут, тепер Подгоренського району Воронезької області, Російська Федерація — 1 березня 1996, смт. Комсомольське, тепер Слобожанське Зміївського району Харківської області) — український радянський діяч, новатор виробництва, бригадир слюсарів-монтажників Зміївської ДРЕС Харківської області. Депутат Верховної Ради УРСР 6—8-го скликань.

## Біографія
Народився у селянській родині. У 1946 році закінчив Павловське ремісниче училище Воронезької області РРФСР.
З січня 1949 року — слюсар-монтажник тресту «Донбаселектромонтаж» на відбудові Макіївської ТЕЦ Сталінської області. Потім працював на будівництві Курахівської, Штерівської та Слов'янської ДРЕС Сталінської області.
З кінця 1950-х років — бригадир слюсарів-монтажників дільниці будівельного управління Зміївської ДРЕС тресту «Теплоенергомонтаж» смт. Комсомольське Зміївського району Харківської області.
Член КПРС.
Потім — на пенсії у смт. Комсомольському (Слобожанському) Зміївського району Харківської області.

## Нагороди
- орден Леніна (1962)
- медалі
- заслужений енергетик Української РСР (19.12.1969)